# Vitus
Vitus es una película de drama suiza en lengua alemana del director Fredi M. Murer rodada en el año 2005 en la propia Suiza y protagonizada por Bruno Ganz y Teo Gheorghiu.

## Argumento
Vitus es un niño aparentemente normal pero del que sus padres van descubriendo poco a poco su gran inteligencia (180 de coeficiente intelectual). Desde los seis años toca el piano con virtuosismo y juega al ajedrez con maestría. Finalmente sus padres (Helen y Leo) deciden matricularlo en una escuela de música para gente con grandes cualidades en este ámbito. En cuanto a sus estudios escolares no quieren matricularlo en una escuela de superdotados, pero si debe subir de grado compartiendo clase con alumnos mayores a los que supera en inteligencia y por lo que debe sufrir las consecuencias. 
Todos estos hechos solo consiguen la infelicidad de Vitus, que solamente siente la felicidad en compañía de su abuelo, interpretado por Bruno Ganz en el papel de un cariñoso e inquieto abuelo apasionado por la aviación y la carpintería. 
Con 12 años Vitus decide saltar desde su casa con unas alas para tener un accidente y hacer ver que el golpe en la cabeza le ha convertido en un niño de inteligencia normal. Este hecho sumirá a su madre en una gran depresión y solamente su abuelo descubrirá el engaño, aunque prometiéndole mantener el secreto.
Finalmente el amor por sus padres, su abuelo y su antigua niñera, de la que se siente profundamente enamorado, lo cual lo llevará a utilizar su verdadera inteligencia para ayudarlos, superando su frustración y asumiendo sus cualidades intelectualidades y la realidad que le ha otorgado su naturaleza.

## Rodaje
La escena final de la película fue la primera rodada realmente, durante un concierto programado en la “Zürcher Tonhalle“ de Zúrich y en la última parte del cual actuaba Teo Gheorghiu (Vitus), protagonista de la película y pianista, igual de virtuoso en la realidad que en el papel que aquí representa. 

## Menciones y premios
- 2006. Premio Berlinale-Special en la Berlinale.
- 2006. Premio del público en la CINEMA. Festa Internazionale di Roma.
- 2006. Elegida oficialmente como película para representar a Suiza en los premios Oscar.
- 2006. Elegida para representar a su país en los Premios de cine europeo.
- 2007. Premio del cine suizo.
- 2007. Premio del público en la Bozner Filmtage.
- 2008. Varios premios en el Pyongyang International Film Festival.